# 菜尾湯
菜尾湯（閩南語白話字：chhài-bóe/bér/bé-thng），又名雜菜湯或什菜湯，是一種流行於臺灣與馬來西亞華人社區等地的菜餚。該菜餚原為昔日農業社會辦桌後將剩餘菜餚混雜加熱而成的食物。該菜餚昔日皆帶有發酵氣味，但今日多以酸菜作調味替代品，而在馬來西亞人們則更鍾情於羅望子為其酸味替代品，且多以乾辣椒點綴。

## 臺灣
該菜餚盛行於臺中等地區。

## 外部連結
- " kap"菜尾 - 小張的部落格 - blogger （页面存档备份，存于）
- 菜尾湯 - 食指大動%Food-Funs - blogger （页面存档备份，存于）